# Třída Sirène (1901)
Třída Sirène byla třída ponorek francouzského námořnictva. Celkem byly postaveny čtyři jednotky této třídy. Francouzské námořnictvo je provozovalo v letech 1901–1919. Za světové války byla jejich základna v Cherbourgu.

## Stavba
Celkem byly postaveny čtyři jednotky této třídy. Objednány byly 20. května 1899 a 1. května 1900. Navrhl je Maxime Laubeuf. Postavila je loděnice Arsenal de Cherbourg v Cherbourgu. Stavba byla zahájena roku 1900. Do služby byly přijaty v letech 1901–1902.
Jednotky třídy Sirène:
| Jméno         | Založení kýlu | Spuštěn           | Vstup do služby | Osud           |
| ------------- | ------------- | ----------------- | --------------- | -------------- |
| Sirène (Q5)   | 1900          | 4. května 1901    | 1901            | Vyřazena 1919. |
| Triton (Q6)   | 1900          | 13. července 1901 | 1901            | Vyřazena 1919. |
| Espadon (Q13) | 1900          | 7. září 1901      | 1902            | Vyřazena 1919. |
| Silure (Q14)  | 1900          | 29. října 1901    | 1902            | Vyřazena 1919. |

## Konstrukce
Ponorky měly dvouplášťovou koncepci. Nesly čtyři 450mm torpéda. Pohonný systém tvořil jeden kotel a parní stroj o výkonu 250 ihp, pohánějící jeden lodní šroub. Pod hladinou ponorku poháněl elektromotor o výkonu 100 shp. Nejvyšší rychlost dosahovala 9,75 uzlu na hladině a 5,8 uzlu pod hladinou. Dosah byl 600 námořních mil při rychlosti osmi uzlů na hladině a 55 námořních mil při rychlosti 3,75 uzlu pod hladinou. Operační hloubka ponoru dosahovala třicet metrů.